# Traukutitan
Traukutitan ist eine Gattung sauropoder Dinosaurier aus der Gruppe der Titanosauria aus der Oberkreide Südamerikas. Bisher ist lediglich ein sehr fragmentarisches Skelett bekannt, das aus Oberschenkelknochen sowie Schwanzwirbeln besteht und aus den Schichten der Bajo-de-la-carpa-Formation in der argentinischen Provinz Neuquén stammt. Einzige bekannte Art ist Traukutitan eocaudata.

## Merkmale
Wie bei allen Sauropoden handelte es sich um einen Pflanzenfresser mit langem Hals und Schwanz. Traukutitan war ein großer Vertreter der Titanosauria. Von anderen Gattungen lässt er sich durch eine einzigartige Kombination von Merkmalen abgrenzen: So waren beispielsweise die Wirbelkörper der vorderen Schwanzwirbel höher als breit und stark procoel (auf der Vorderseite konkav). Die Wirbelkörper der mittleren Schwanzwirbel waren breiter als lang und annähernd amphiplatisch (an Vorder- und Hinterseite weder konkav noch konvex). Ventral zum Transversprozess ist ein einzelnes, tiefes Foramen (Öffnung) vorhanden. Die Präzygodiapophyseal-Lamina, eine Knochenbrücke der Wirbelbögen, ist zudem subvertikal ausgerichtet.

## Systematik
Traukutitan gehörte zu den basaleren (ursprünglicheren) Titanosauria. Dies lässt sich unter anderem von den amphiplatischen mittleren Schwanzwirbeln ableiten – so hatten abgeleitete (fortgeschrittene) Titanosauria durchgehend procoele Schwanzwirbel. Die Gattung war jedoch abgeleiteter als die sehr basalen Titanosauria Andesaurus, Venenosaurus und Phuwiangosaurus, die durchgehend amphiplatische Schwanzwirbel aufwiesen. Die Wirbelbögen zeigen Ähnlichkeiten mit Futalognkosaurus und Mendozasaurus, welche auch als Lognkosauria zusammengefasst werden. Somit könnte es sich bei Traukutitan um einen späten Vertreter dieser Gruppe handeln.

## Fund, Entdeckungsgeschichte und Namensgebung
Der einzige bekannte Fund (Holotyp, Exemplarnummer MUCPv 204) besteht aus beiden Oberschenkelknochen (Femora) sowie 13 vorderen und mittleren Schwanzwirbeln, die teilweise artikuliert vorgefunden wurden. Ein fragmentarisches Schambein (Pubis) wurde zwar von Salgado und Calvo (1993) als weiteres Fossil dieses Fundes dokumentiert, ist jedoch scheinbar verschollen. Der Fund stammt aus dem untersten Abschnitt der Bajo-de-la-carpa-Formation von der Nordküste des Staubeckens Los Barreales und wird auf das Santonium, einer Stufe der Oberkreide, datiert. Die Fossilien werden in der wirbeltierpaläontologischen Sammlung der Nationaluniversität von Comahue (Universidad Nacional del Comahue) aufbewahrt.
Das Skelett wurde bereits 1993 von Leonardo Salgado und Jorge Calvo beschrieben, jedoch nicht benannt. Erst 2011 erfolgte die Erstbeschreibung durch Rubén Juárez Valieri und Jorge Calvo als Traukutitan eocaudata. Der Name Traukutitan weist auf Trauku, einem Berggeist der Mapuche, der häufig als Riese dargestellt wird. Die Endung titan leitet sich von den Titanen der griechischen Mythologie ab. Der zweite Teil des Artnamens, eocaudata (gr. eos – „Morgendämmerung“; lat. cauda – „Schwanz“), hingegen spielt auf die ursprüngliche amphiplatische Morphologie der mittleren Schwanzwirbel an.